# Liberia (canton)
Liberia est un canton (deuxième échelon administratif) costaricien de la province de Guanacaste au Costa Rica.

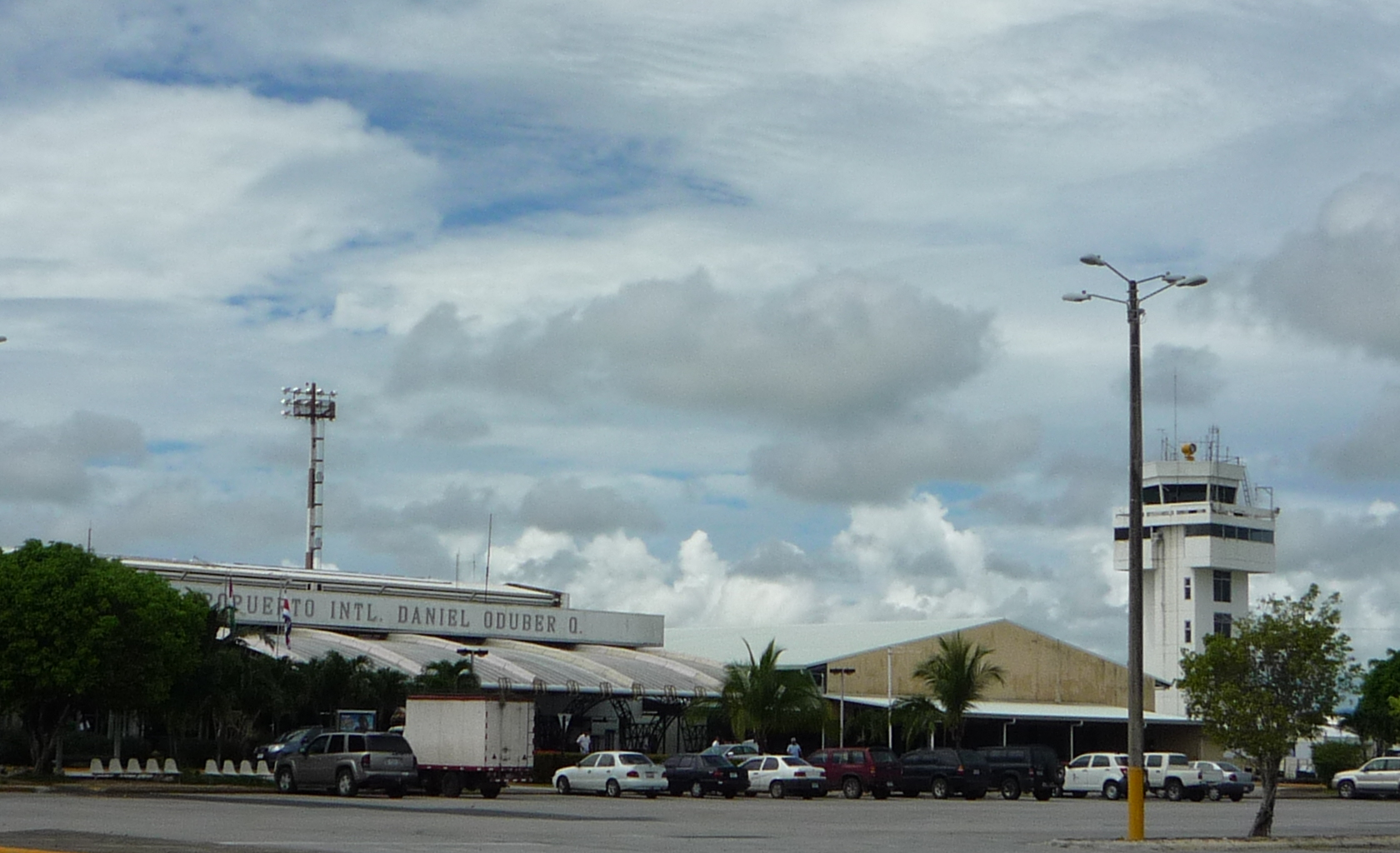
Aéroport international Daniel Oduber Quirós